# Harrison (Pennsylvania)
Harrison è una township degli Stati Uniti d'America, nella contea di Allegheny nello Stato della Pennsylvania. Secondo il censimento del 2000 la popolazione è di 10.934 abitanti.

## Società

### Evoluzione demografica
La composizione etnica vede una prevalenza della razza bianca (94,81%) seguita da quella afroamericana (3,69%).
| township di Harrison Popolazione |        |
| 2000                             | 10.934 |
| Stima al 01-07-07                | 10.052 |

## Luoghi da visitare
Esistono alcuni parchi fra cui l'Harrison Hills Park